# 国際漢字会議
国際漢字会議（こくさいかんじかいぎ）とは、漢字文化圏の漢字の字体の標準化を目的にした中国・台湾・韓国・日本の学者の国際会議である。1991年、ソウルで第1回会議を開催。事実上、韓国の学者が主導している。以後、北京・東京と、会議場を持ち回り開催している。2007年に行われた北京での第8回会議からはベトナム、マレーシア、シンガポール、香港、マカオも加入し、中国の簡体字や日本の略字（新字体）とは異なる台湾・香港・マカオの繁体字を中心として字体の統一を推進していく事を決定した。

## 主要メンバー

### 韓国
- 李大淳（韓国漢字振興協議会会長）
- 李応百（ソウル大学名誉教授）
- 姜信沆（成均館大学名誉教授）
- 陳泰夏（仁済大学碩座教授） - 漢字の韓国起源説を主張している人物[3]。2011年に中国の国営紙である環球時報がこれを取り上げて波紋を呼んだ[4]。
- 金彦鍾（高麗大学教授）

### 中国
- 黄徳寛（安徽大学長）
- 蘇培成（北京大学教授）
- 李大遂（北京大学教授）

### 台湾
- 許学仁（中国文学学会理事長）

### 日本
- 清原淳平（協和協会専務理事）